# Акрида обыкновенная
Акрида обыкновенная (лат. Acrida bicolor) — вид прямокрылых насекомых из семейства настоящих саранчовых. Длина тела самок 70—100 мм, самцов — 35—60 мм. Ноги длинные и прямые, из-за чего они внешне похожи на богомолов.

## Поведение
Довольно осторожное насекомое. Если его вспугнуть, оно перелетит или перепрыгнет на новое место и застынет там в той позе, в которой приземлилось. При этом некоторые ноги могут не коснуться поверхности, и тогда поза насекомого будет весьма экзотической.

### Сигналы
Самцы акриды издают громкие (громче чем у самок) звуки. Самцы могут стрекотать крыльями в полёте (частота стрекота 10—15 кГц); на земле и растениях они используют тегмино-феморальный акустический аппарат (трение выпуклого киля с внутренней стороны заднего бедра о шероховатые выпуклые жилки на надкрыльях). Самки в свою очередь издают тихие звуки тибиа-тегминальным стридуляционным аппаратом.
Сигналы самцов обычно состоят из одной-двух фаз, редко 4—5; средняя длительность сигналов — 0,6—1,6 секунд, следующих с интервалами 2,3—16,5 секунд (обычно 3—6). Издав сигнал, самец замолкает на долгое время. Сигналы издаются одинокими самцами и самцами, нашедшими партнёршу, но в некоторых случаях самцы с партнёршей могут и не издавать сигналов. Во время агрессивных стычек самцы демонстративно двигают задними ногами: оба самца расставляют и приподнимают их, двигаясь друг против друга.

## В Библии
Акриды упоминаются в Евангелии от Марка (Марк. 1:6) — ими питался Иоанн Креститель: "Иоанн же носил одежду из верблюжьего волоса и пояс кожаный на чреслах своих, и ел акриды и дикий мед"